# Nguyễn Quang
Nguyễn Quang là đạo diễn điện ảnh người Việt Nam.

## Sự nghiệp
Trước khi làm việc tại Hãng Phim truyện I, ông vốn là một kỹ sư chế tạo máy được đào tạo tại Trung Quốc. Nguyễn Quang tham gia sản xuất phim truyền hình với Đài Truyền hình Việt Nam từ thập niên 1990.
Năm 1992, thời kỳ thị trường phim mì ăn liền, ông thực hiện bộ phim đầu tay Viên hồng ngọc với Lê Công Tuấn Anh diễn chính, bộ phim video này lấy đề tài về chiến sĩ Công an nhân dân có kinh phí 120 triệu đồng dù chỉ hòa vốn nhưng đây có thể xem là thành công ban đầu của ông.
Phim truyện điện ảnh Trò đùa của Thiên Lôi do ông đạo diễn là phim nhựa đầu tiên thực hiện kỹ xảo vi tính trong nước. Năm 2003, hai tác phẩm do Nguyễn Quang đạo diễn là Trò đùa của Thiên Lôi và Điệp vụ thứ nhất đều giành được giải Kỹ thuật ở hai hạng mục khác nhau của Liên hoan phim Việt Nam lần thứ 14. Tính đến năm 2006, Nguyễn Quang đã có 5 giải thưởng cho tác phẩm về đề tài Công an.
Ông từng được Hãng Phim truyện I chọn làm đạo diễn cho một số phim như Sinh mệnh, Hoa đào vì một số rắc rối trong khâu sản xuất các tác phẩm này sau đó được giao cho hai đạo diễn trẻ lần lượt là Đào Duy Phúc và Nguyễn Thế Vinh.

## Tác phẩm
| Năm  | Tựa đề                       | Hình thức            | Đồng đạo diễn  | Chú thích      |
| ---- | ---------------------------- | -------------------- | -------------- | -------------- |
| 1989 | Chỉ một người còn sống       | Phim video           | Đặng Nhật Minh |                |
| 1992 | Viên hồng ngọc               | Phim video           |                |                |
|      | Những ngày / năm tháng đẹp   | Điện ảnh             |                | [ 9 ] [ 10 ]   |
| 1997 | Lời thì thầm của chiến tranh | Điện ảnh             | Tú Mai         | [ 2 ] [ 11 ]   |
| 1999 | Dưới tán rừng lặng lẽ        | Điện ảnh             |                | [ 2 ] [ 10 ]   |
| 2001 | Cha con ông giám đốc         | Điện ảnh truyền hình |                |                |
| 2002 | Điệp vụ thứ nhất             | Phim video           |                | đạo diễn chính |
| 2002 | Khúc dạo đầu                 | Điện ảnh truyền hình |                |                |
| 2003 | Trò đùa của Thiên Lôi        | Điện ảnh             |                | [ 10 ]         |
| 2004 | Mùa hạ không quên            | Phim video           |                | [ 12 ] [ 13 ]  |
| 2004 | Một cuộc phỏng vấn           | Điện ảnh truyền hình |                |                |
| 2005 | Mạnh hơn công lý             | Dài tập              |                | [ 2 ]          |
| 2005 | Cô dâu Việt                  | Điện ảnh truyền hình | Đoàn Anh Dũng  |                |
| 2006 | Cõi thiêng                   | Dự án phim           |                | [ 14 ]         |
| 2007 | Hắn là tôi                   | Dài tập              |                | kiêm biên kịch |
| 2010 | Rubic tình yêu               | Dài tập              |                | [ 2 ]          |
| 2015 | Đối thủ kỳ phùng             | Dài tập              | Nguyễn Thu     | [ 2 ]          |

## Giải thưởng

### Giải thưởng cho tác phẩm
| Năm  | Giải thưởng                                       | Tác phẩm              | Đề cử / hạng mục     | Kết quả        | Chú thích     |
| ---- | ------------------------------------------------- | --------------------- | -------------------- | -------------- | ------------- |
| 2003 | Giải Cánh diều 2002                               | Điệp vụ thứ nhất      | Phim video           | Cánh diều Bạc  | [ 17 ] [ 1 ]  |
| 2004 | Liên hoan phim Việt Nam lần thứ 14                | Điệp vụ thứ nhất      | Phim video           | Giải kỹ thuật  | [ 18 ]        |
| 2004 | Liên hoan phim Việt Nam lần thứ 14                | Trò đùa của Thiên Lôi | Phim truyện nhựa     | Giải kỹ thuật  | [ 18 ]        |
| 2004 | Giải Cánh diều lần thứ 2                          | Trò đùa của Thiên Lôi | Phim truyện điện ảnh | Cánh Diều Bạc  | [ 19 ]        |
| 2005 | Ủy ban toàn quốc Liên hiệp các hội VHNT Việt Nam. | Mùa hạ không quên     |                      | Đoạt giải      | [ 20 ] [ 21 ] |
| 2005 | Liên hoan Truyền hình toàn quốc năm lần thứ 24    | Mùa hạ không quên     | Phim ngắn tập        | Đoạt giải      | [ 1 ]         |
| 2006 | Liên hoan Truyền hình toàn quốc năm lần thứ 25    | Mạnh hơn công lý      | Phim dài tập         | Huy chương Bạc | [ 1 ]         |
| 2007 | Liên hoan phim Việt Nam lần thứ 15                | Mùa hạ không quên     | Phim video           | Đề cử          | [ 20 ] [ 21 ] |

### Giải thưởng cá nhân
| Năm  | Giải thưởng         | Đề cử / hạng mục                   | Tác phầm         | Kết quả   | Chú thích |
| ---- | ------------------- | ---------------------------------- | ---------------- | --------- | --------- |
| 2006 | Giải Cánh diều 2005 | Đạo diễn phim truyền hình xuất sắc | Mạnh hơn công lý | Đoạt giải | [ 22 ]    |